# Good Times (álbum de Adam Rickitt)
Good Times é o primeiro e único álbum do ator e cantor de música pop britânico Adam Rickitt, lançado em 1999, pela gravadora Polydor.
Depois de deixar a soap opera Coronation Street, Rickitt assinou um contrato de seis álbuns no valor de 100.000 libras com a Polydor Records. Para seu primeiro trabalho, contribuiu na composição de várias letras, algo incomum para um artista de música pop voltado para adolescentes.
Para promovê-lo, três singles foram lançados: o primeiro "I Breathe Again", o mais bem sucedido, atingiu a posição de número cinco na parada de sucesso do Reino Unido, e foi certificado como disco de prata pela British Phonographic Industry. "Everything My Heart Desires" foi lançado seguidamente e alcançou o #15 na mesma tabela. A faixa "Good Times" foi anunciada como o terceiro single, mas em vez disso foi substituída por "The Best Thing", que alcançou a posição de número 25.
Comercialmente, o álbum alcançou o pico no número 41 no UK Albums Chart mas não apareceu nas paradas de sucesso de outros países europeus. No entanto, foi certificado como disco de ouro no Reino Unido e platina no Sudeste Asiático.
Apesar de Rickitt ter dito em suas primeiras entrevistas que gravaria um segundo álbum em 2000, o baixo desempenho nas paradas e a total falta de interesse do artista levaram ao fim de seu contrato, o que o fez voltar a atuação.
Depois de anos indisponível ao público, Good Times ficou disponível para streaming em 2018.

## Antecedentes e produção
Em 1997, Adam Rickitt começou a fazer o papel de Nick Tilsley na soap opera da ITV, Coronation Street, papel que contribuiu para conquistar fãs, principalmente adolescentes. Apesar de seu sucesso, Rickitt, na época com 22 anos de idade, finalizou sua participação em 1999 depois de assinar um contrato no valor de 100 mil libras com a chamada "gigante da música", a gravadora Polydor.
Rickitt compôs a maioria das músicas para o que se tornaria seu primeiro álbum, algo que foi destacado em alguns meios de comunicação. Em entrevista ele disse: "Bem, eu escrevi cerca de metade do álbum. E quando eu assinei o contrato, não era algo que as pessoas esperavam de mim. Eles estavam assumindo que eu sentaria lá e faria o que me mandassem. Mas eu quero me envolver o máximo que puder". Ele também comentou em entrevista ao jornal Evening Mail: "[Eu] trabalhei com algumas pessoas importantes como Todd Terry e Ray Hedges. Escolhi todas as músicas e tentei fazer uma boa mixagem. Queria criar um álbum em que todas as faixas fossem um possível single. Há algumas baladas, algumas [músicas] pop e dance e algumas faixas no estilo dos Backstreet Boys. Sem arrependimentos. Há uma sensação dos anos setenta em algumas das faixas porque eu amo a música disco daquela época, mas eu tentei atualizá-la para os anos 90".

## Lançamento e promoção
Antes do lançamento do primeiro single, o cantor tentou romper o contrato com a gravadora, por eles terem feito uma série de exigências que iam desde como ele deveria se vestir até o corte de cabelo que deveria usar, tais exigências desencorajaram o cantor, que disse não estar sendo ele mesmo. A gravadora rejeitou o pedido, argumentando que eles investiram muito dinheiro na gravação e precisariam de um retorno financeiro. Eles deram ao cantor a opção de gravar apenas um álbum e depois liberá-lo do contrato, o que ele concordou.
A divulgação contou com um número substancial de entrevistas, de acordo com Rickitt: "Eu levantava às 5 da manhã, ia para a cama à meia-noite e passava o tempo entre as entrevistas, dizendo exatamente as mesmas coisas, vinte e quatro horas por dia e foi tão chato". Revelou também que a vida de popstar acabou sendo pior do que ele imaginava: "Eu sabia que a música pop, especialmente, seria bem oca", diz ele. "Eu não ia consertar o mundo. Mas achei que seria muito divertido. Estaria fazendo shows o tempo todo e indo a festas. Mas do jeito que o pop está agora é 99% de promoção, 1% sobre o produto".
A promoção contou com uma viagem ao Sudeste Asiático que contribuiu para o sucesso de seus singles. Após o sucesso do disco na região, a gravadora rejeitou a ideia de romper o contrato, tal fato só aconteceu após um processo judicial.

## Singles
O primeiro single foi "I Breathe Again", que atingiu a posição de número cinco no UK Singles Chart, vendendo 76.500 cópias em sua primeira semana. O single permaneceu na parada por dez semanas. Fora do Reino Unido, alcançou o número nove na Hungria, número 16 na Irlanda e número 22 na Europa. Um videoclipe para a música foi lançado para promovê-lo. Em algumas cenas o cantor aparece supostamente sem roupa, em seu site oficial ele revelou: "Eu estava de cueca boxer na maior parte do tempo, em alguns ângulos de câmera dava para vê-la. O diretor perguntou se eu ficaria nu para algumas das cenas e eu concordei. Eu não estava saindo do chão para nada depois disso. Eu tenho medo de pensar para onde as filmagens foram. Eles provavelmente estão com uma daquelas empresas cinematográficas When They Were Famous!"
O segundo single, "Everything My Heart Desires" atingiu seu pico na posição de número 15, em sua primeira semana. No total, permaneceu por seis semanas na parada. O videoclipe mescla cenas do cantor em um quarto com diversas cenas na cidade de Londres. Em 2000, a cantora e atriz estadunidense Mandy Moore fez uma versão cover que foi incluída no relançamento de seu primeiro álbum, intitulado I Wanna Be with You.
A faixa "Good Times" foi anunciada como o terceiro single, mas em vez disso "The Best Thing" foi escolhida. A canção foi lançada em uma versão remix, semelhante a original e intitulada apenas como "Best Thing". O videoclipe foi dirigido por Tim Royes, e tem um conceito relativamente familiar: as cenas acontecem hora em uma boate, hora em uma festa dentro de uma casa. Na parada de sucesso britânica, a canção alcançou a posição de número 25, permanecendo três semanas na tabela.

## Recepção crítica
| Críticas profissionais | Críticas profissionais  |
| Avaliações da crítica  | Avaliações da crítica   |
| Fonte                  | Avaliação               |
| ---------------------- | ----------------------- |
| Sunday Mirror          | 8/10                    |
| New Straits Times      | (Performance) · (Sound) |
| Pop Rescue             | [ 22 ]                  |

Ian Hyland, do jornal Sunday Mirror, deu uma nota 8 (de 10) e escreveu que Rickitt "deveria estar orgulhoso deste álbum pop brilhante que faz você esquecer que ele já foi uma estrela de novela". Andy Lee, do jornal The Northern Echo, escreveu que é um "álbum muito bom, cheio de faixas de som dance" e elegeu "I Breathe Again" e "Good Times" como destaques. Alguns críticos o classificam como "disco-fluff que só atrairia meninas com menos de 13 anos e homens gays com menos de 30 anos". Ao mesmo tempo, a especulação sobre sua sexualidade aumentou consideravelmente na mídia. R.S. Murthi do jornal malasiano New Straits Times, o descreveu como "dance-pop exuberantemente arranjado que não é tão ruim quanto totalmente chato".
O site Pop Rescue avaliou que o álbum apresenta bons momentos de dance pop, destacando especialmente "I Breathe Again", impulsionada pela energia vocal de Adam. Segundo a crítica, faixas como "Good Times", "Heart And Soul", "Touch Me" e "Take You High" também funcionam bem dentro da proposta disco/pop. No entanto, quando o disco se volta para as baladas, a qualidade diminui, resultando em faixas consideradas monótonas ou desconcertantes, como "I Can't Live Without Your Love", "Time Is On Our Side" e "Give Me Your Love". Por fim, embora Adam tenha contribuído na composição e o álbum conte com nomes influentes da música pop, o site observou que algumas canções soam genéricas, como se estivessem disponíveis para qualquer artista que aparecesse no estúdio.

## Desempenho comercial
Apesar do single "Everything My Heart Desires", tenha atingido a posição de #15 na semana anterior ao seu lançamento, o álbum não obteve o mesmo feito, ficando fora do top 40 (atingiu a posição de #41). O website oficial de Rickitt informou que as vendas renderam um disco de ouro no Reino Unido, embora a British Phonographic Industry não tenha as auditado e por conseguinte não o tenha certificado.
O desempenho moderado em seu país natal, não se equiparou a ótima repercussão no Sudeste Asiático, onde recebeu um disco de platina.
Embora Rickitt tenha dito em algumas entrevistas que estaria gravando seu segundo álbum em 2000, ele rompeu o contrato com sua gravadora no mesmo ano, o que torna Good Times o único álbum de sua discografia. Em seu site oficial, ele disse: "Era algo que eu queria fazer na época, mas se tornou algo que realmente não gostei. Não me refiro à turnê porque não me importei com isso, os fãs eram ótimos. Foi um trabalho árduo, mas não me importo de trabalhar duro se é algo que me inspira. Eu simplesmente não me sinto assim com a música pop. Comecei a achar um pouco vago e sem criatividade".

## Disponibilidade
Após esforços de uma campanha liderada por Rob Johnson, o álbum foi incluído nas plataformas digitais em 2018. A disponibilidade surpreendeu o cantor, segundo ele: "Eu entendo perfeitamente por que teria passado despercebido," ele ri. "Não é exatamente como se Burt Bacharach tivesse desaparecido da face da Terra". Ele ainda afirmou que: "O período do álbum não foi o meu favorito, mas se as pessoas ainda gostam e acham divertido, tudo bem. Estou feliz em ser o cara do kitsch retrô (...) Mas tirando eu da equação, acho que é uma pena que as gravadoras possam decidir quais músicas as pessoas podem ou não ouvir".

## Lista de faixas
- Créditos adaptados do encarte do CD Good Times, de 1999.[1]

| N.º            | Título                           | Compositor(es)                                                    | Duração |  |
| 1.             | "I Breathe Again"                | Jewels & Stone                                                    | 3:46    |  |
| 2.             | "Everything My Heart Desires"    | Delgado, Johnny Jam, Michael Jay                                  | 3:37    |  |
| 3.             | "Good Times"                     | Howard Donald                                                     | 3:39    |  |
| 4.             | "I Can't Live Without Your Love" | Brian Rawling, Graham Stack, Steve Torch                          | 3:47    |  |
| 5.             | "You Make Me Believe in Love"    | Delgado, J. Jam, M. Jay                                           | 3:50    |  |
| 6.             | "Time Is on Our Side"            | Adam Rickitt, Anthony Gorry, Eliot Kennedy, Mike Percy, Tim Lever | 4:23    |  |
| 7.             | "The Best Thing"                 | A. Rickitt, Jewels & Stone                                        | 3:26    |  |
| 8.             | "Hold On to Our Love"            | Frank Musker, H. Donald, Richard Darbyshire                       | 3:39    |  |
| 9.             | "Give Me Your Heart"             | A. Rickitt, Dufflebag Boys                                        | 3:33    |  |
| 10.            | "Heart and Soul"                 | A. Rickitt, Nigel Butler, Ray Hedges                              | 4:03    |  |
| 11.            | "Touch Me"                       | A. Rickitt, Dufflebag Boys                                        | 3:10    |  |
| 12.            | "Take You High"                  | Chris Braide, Tim Laws                                            | 3:08    |  |
| Duração total: | Duração total:                   | Duração total:                                                    | 44:22   |  |

| Japanese bonus tracks |                 |         |  |
| N.º                   | Título          | Duração |  |
| 13.                   | "Believe in Us" |         |  |
| 14.                   | "Dreaming"      |         |  |

## Tabelas

### Tabelas semanais
| Tabela musical (1999) | Melhor posição |
| --------------------- | -------------- |
| Scottish Albums (OCC) | 68             |
| UK Albums (OCC)       | 41             |